# Чокморов, Суйменкул

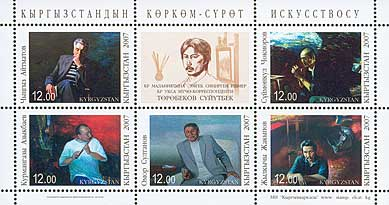
Почтовый блок марок Кыргызстана, 2007 год: Айтматов, Чокморов, Азыкбаев, Султанов, Джакыпов

Суйменкул Чокморов (кирг. Сүймөнкул Чокморов; 9 ноября 1939 — 26 сентября 1992, Бишкек) — советский киргизский актёр кино, художник. Народный артист СССР (1981). Герой Труда Кыргызской Республики (2024, посмертно).

## Биография
Родился 9 ноября 1939 года в селе Чон-Таш недалеко от Фрунзе (ныне — в Аламудунском районе Чуйской области, Киргизская ССР). Происходит из чуйского подразделения племени Жетиген.
В семье, кроме него, было ещё семеро сыновей и три дочери. В детстве он тяжело болел. Чтобы преодолеть болезнь, занимался спортом, играл в волейбол, позже выступал за сборную Киргизской ССР и сборную Ленинграда.
Тогда же увлёкся живописью. Окончил Фрунзенское художественное училище (1953—1958), затем учился на отделении живописи в Ленинградском институте живописи, скульптуры и архитектуры имени И. Е. Репина, который окончил в 1964 году.
В 1964—1967 годах — преподаватель живописи и композиции во Фрунзенском художественном училище.
В кино пришёл в 1967 году. Первой и сразу главной ролью стала роль в фильме «Выстрел на перевале Караш». Играл как в исторических и приключенческих фильмах («Седьмая пуля», «Дерсу Узала», «Алые маки Иссык-Куля»), так и в драмах на современные темы («Красное яблоко»). В 1970—80-е годы был одним из самых узнаваемых актёров в советских среднеазиатских «истернах» на историко-революционные темы. Много снимался в экранизациях произведений киргизского писателя Чингиза Айтматова.
Как популярный киноартист представлял советское киноискусство во многих зарубежных странах.
Как живописец писал пейзажи, натюрморты, портреты (около 400 работ). Его модели — это в основном люди творчества. Основные живописные произведения хранятся в Киргизском государственном музее изобразительных искусств.
Член Союза кинематографистов Киргизской ССР. Член Союза кинематографистов СССР (с 1971 года). Член Союза художников Киргизской ССР (с 1974 года). Член Союза художников СССР (с 1967 года).
Член КПСС с 1975 года. Депутат Верховного Совета Киргизской ССР 10—11 созывов.
Скончался 26 сентября 1992 года после продолжительной болезни. Похоронен в Бишкеке на Ала-Арчинском кладбище.

### Семья
- Жена — Салима Сардиевна Шабазова (1934—1995), искусствовед, окончила Фрунзенское художественное училище (где и познакомилась со своим будущим мужем), затем Ленинградский институт живописи, скульптуры и архитектуры имени И. Е. Репина. Работала в Киргизском музее изобразительных искусств им. Г. Айтиева, где прошла путь от экскурсовода, учёного секретаря до директора музея (1985—1995). Заслуженный деятель культуры Киргизской ССР (1995)[1].
- Сын — Бактыгул, назван в честь первой роли отца в кино. Внук — Атай.

## Награды и звания

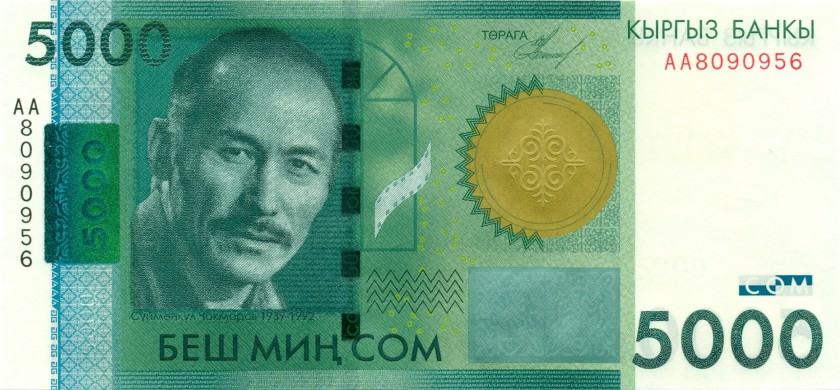
Банкнота 5000 киргизских сом

- Герой Труда («Эмгек Баатыры») Кыргызской Республики (28 августа 2024, посмертно) — за выдающийся вклад в сокровищницу духовной культуры киргизского народа, высокую гражданскую позицию в творческой и общественной деятельности[2];
- Заслуженный артист Киргизской ССР (1973)[3]
- Народный артист Киргизской ССР (1975)[4]
- Народный артист СССР (1981)
- Народный художник Киргизской ССР (1990)
- Премия Ленинского комсомола (1972) — за талантливое художественное воплощение образов советских людей, за создание кинопроизведений, воспитывающих у молодёжи гражданственность, мужество, любовь к Родине
- Государственная премия Киргизской ССР имени Токтогула Сатылганова (1980) — за исполнение роли Азата Байрамова в фильме «Улан» (1977)
- Орден «Знак Почёта» (1981)
- Медаль ВДНХ Киргизской ССР (1985)
- Грамота Президиума Верховного Совета СССР (1969) — за успехи в области киргизского киноискусства
- VIII Смотр-соревнование кинематографистов республик Средней Азии и Казахстана (Диплом, за лучшее исполнение мужской роли в фильме «Выстрел на перевале Караш», Алма-Ата, 1969)
- Всесоюзный кинофестиваль (номинация «Премии за актёрскую работу») (Премия, за лучшую мужскую роль в кинофильме «Алые маки Иссык-Куля», Тбилиси, 1972)
- Всесоюзный кинофестиваль (номинация «Первые премии за актёрскую работу») (Премия, за лучшую мужскую роль в кинофильме «Лютый», Баку, 1974)
- Всесоюзный кинофестиваль (номинация «Призы за актёрскую работу», Ереван, 1978)
- Всесоюзный кинофестиваль (номинация «Призы за актёрскую работу») (Приз и диплом, за лучшее исполнение мужской роли в кинофильме «Мужчины без женщин», Таллинн, 1982)
- Международная премия клуба Ч. Айтматова в области литературы, искусства и культуры (1991) — за огромный вклад в дело развития киргизского изобразительного искусства и киноискусства, высокопрофессиональное исполнение ролей в фильмах, снятых по произведениям Ч. Айтматова
- В канун 2000 года признан лучшим актёром Кыргызстана XX века.

## Фильмография

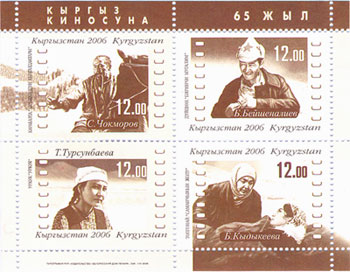
Почтовый блок марок Кыргызстана, 2006 год

- 1968 — Выстрел на перевале Караш — Бахтыгул
- 1968 — Джамиля — Данияр
- 1970 — Чрезвычайный комиссар — Низаметдин Ходжаев
- 1971 — Поклонись огню — Утур
- 1971 — Алые маки Иссык-Куля — Карабалта
- 1972 — Седьмая пуля — Максумов
- 1972 — Я — Тянь-Шань — Байтемир
- 1973 — Лютый — Ахангул
- 1975 — Дерсу Узала — Чжан Бао
- 1975 — Красное яблоко — Темир
- 1976 — Жизнь и смерть Фердинанда Люса — Лао
- 1976 — Зеница ока — отец Эркина
- 1977 — Улан — Азат Байрамов
- 1978 — Каныбек — Джолой
- 1979 — Ранние журавли — Бекбай Бекбаев
- 1981 — Мужчины без женщин — Касым
- 1983 — Волчья яма — Турабаев
- 1984 — Воскресные прогулки
- 1984 — Первый
- 1985 — Волны умирают на берегу

## Живописные работы
«Портрет С. Каралаева» (1971), «Посвящение. Саякбай Каралаев» (1974), «Актёр Джумадылов» (1971), «Портрет народной артистки Киргизской ССР Джангорозовой А.» (1973), «Кинематографисты Киргизии» (1986), «Портрет ветерана Садыбакаса», портреты японских кинорежиссёра Акиры Куросавы (1987) и актёра Тосиро Мифуне, итальянской актрисы Моники Витти, а также «Мать» (1967), «Мой сын» (1972), «Весна в деревне» (1985), «Утро в деревне» (1985), «Курманжан Датка» (1988).

## Память
- В 2006 году была выпущена почтовая марка Кыргызстана, посвящённая С. Чокморову
- В 2009 году была выпущена купюра достоинством 5000 сомов с портретом актёра
- Его именем названа одна из улиц в Бишкеке.
- Его имя носит населенный пункт Аламудунского района Чуйской области — село имени Суйменкула Чокморова.
- В 2017 году в Бишкеке актёру был установлен памятник на пересечении проспекта Чуй и улицы Тыныстанова